# آتش (فیلم ۱۹۴۸)
آتش (به هندی: Aag) فیلمی محصول سال ۱۹۴۸ و به کارگردانی راج کاپور است. در این فیلم بازیگرانی همچون راج کاپور، نرگس دات، کامینی کاشال، پریم نات، شاشی کاپور ایفای نقش کرده‌اند.